# André-Louis Danjon
André-Louis Danjon (Caen, 6 aprile 1890 – Suresnes, 21 aprile 1967) è stato un astronomo francese.

## Biografia
André Danjon è stato direttore dell'osservatorio di Strasburgo dal 1930 al 1945 e dell'osservatorio di Parigi dal 1945 al 1963.
Decano della facoltà di scienze di Strasburgo nel 1935, nel 1940 è diventato rettore dell'Università di Strasburgo dove ha giocato un ruolo importante nella protezione degli insegnanti e studenti alsaziani, per questo è stato revocato dai tedeschi nel 1942.
Nel 1948 è diventato membro dell'Accademia francese delle scienze, nel 1958 ha ricevuto la medaglia d'Oro della Royal Astronomical Society.
Il cratere Danjon sulla Luna è stato designato in suo onore come pure l'asteroide 1594 Danjon.

## Attività scientifica
Danjon ha concepito un metodo per misurare il riflesso della Terra sulla Luna (vedi: luce cinerea). Usando un telescopio in cui un prisma divideva la luce in due immagini della Luna identiche e affiancate. Attraverso la regolazione di un diaframma attenuava una delle due immagini fino a che la parte illuminata della Luna avesse avuto, sull'immagine non regolata, la stessa luminosità apparente della parte non illuminata dal Sole (cioè la parte illuminata solamente dal riflesso terrestre). Quantificando l'aggiustamento del diaframma ha potuto effettuare una misura reale del riflesso. Ha registrato le misurazioni dal 1925 agli anni cinquanta usando una scala da lui inventata, la scala di Danjon, oggi ancora usata per indicare il livello di luminosità di un'eclissi di Luna.
Tra i suoi contributi all'astronomia da citare la progettazione di un astrolabio a prisma (per la misurazione del tempo, della latitudine e della posizione delle stelle), oggi conosciuto col nome astrolabio impersonale di Danjon, che ha notevolmente migliorato la precisione dello strumento. Una sua descrizione, e i suoi risultati nei primi anni di utilizzo, sono stati esposti da Danjon nel 1958 ad una conferenza della Royal Astronomical Society.
Il suo nome è anche legato al limite di Danjon, che è una stima della minima separazione angolare tra il Sole e la Luna alla quale una luna crescente può essere vista. Danjon stimava questo limite a 7° e gli attribuiva una natura intrinseca dovuta all'asperità della superficie lunare. Oggi si pensa che il limite sia dovuto in massima parte alla difficoltà di percepire una luce molto debole e sottile, come l'inizio della luna crescente, in un ambiente crepuscolare abbastanza illuminato.

## Opere
- Descrizione del cielo, con LIX tavole in fototipia, traduzione della Dott. Lidia Baldasseroni, Piccola Biblioteca Scientifica, R.Bemporad & Figlio, Firenze 1931.